# Kokosová deska

Kokosová deska (tmavě modrá), severně od bledě modře vyznačené desky Nazca v blízkosti Pacifického pobřeží na pobřeží Střední Ameriky

Kokosová deska je tektonická deska tvořená oceánskou zemskou kůrou nacházející se v Tichém oceánu na západním pobřeží Střední Ameriky. Pojmenována je podle Kokosového ostrova, který se na ní nachází.
Kokosová deska vzniká rozpínáním oceánského dna podél Východopacifické vyvýšeniny a Kokosového hřbetu, oblasti označované jako „systém rozpínání Cocos-Nazca“. Z oblasti této vyvýšeniny je deska tlačena a posouvána na východ pod méně hustou desku Karibskou; tento proces se označuje jako subdukce. Při tomto procesu dochází k ohřívání jejích subdukovaných okrajů, ze kterých se uvolňuje do okolního zemského pláště voda. Ve vrchní části pláště (astenosféře jsou horniny roztaveny na magma, v důsledku čehož vzniká severovýchodně od subdukční zóny vulkanický oblouk, který se táhne od Kostariky do Guatemaly. Pásmo zemětřesení v oblasti tzv. benioffovy zóny se táhne pod povrchem dále na sever až do Mexika.
Severní okraj Kokosové desky tvoří Středoamerický příkop. Východní část je tvořena transformními zlomy Panamské zlomové oblasti. Jižní hranicí je středooceánský hřbet v Galapážské vyvýšenině. Západní hranici tvoří Východopacifická vyvýšenina.

## Vznik a vývoj
Kokosová deska a deska Nazca jsou pozůstatky starší Farallonské desky, která se rozpadla před asi 23 milióny let na hranici oligocénu a miocénu. Rozpad této desky zapříčinilo zejména působení galapážské horké skvrny. Před asi 5 – 10 milióny let se ze severní části desky začala oddělovat tzv. Riverská mikrodeska a dodnes mezi nimi neexistují transformní zlomy.
Subdukce Kokosové desky pod Severoamerickou způsobila 19. září 1985 ničivé zemětřesení v Ciudad de México.